# Trix Rank-Berenschot
Eline Beatrice (Trix) Rank-Berenschot (Winterswijk, 1959) is een Nederlands juriste. Rank-Berenschot is advocaat-generaal bij de Hoge Raad der Nederlanden.
Berenschot groeide op in Winterswijk, waar ze in 1977 eindexamen vwo deed aan de Rijksscholengemeenschap Hamaland. Ze studeerde rechten aan de Universiteit Leiden, waar ze in 1982 haar doctoraalexamen behaalde. Aansluitend werd ze wetenschappelijk medewerker en universitair docent burgerlijk recht aan de Leidse rechtenfaculteit, waar ze werkte aan haar proefschrift Over de scheidslijn tussen goederen- en verbintenissenrecht. Op 30 januari 1992 promoveerde ze te Leiden met als promotor Wim Kleijn. Sinds 1988 was Rank-Berenschot werkzaam als universitair docent privaatrecht aan de Erasmus Universiteit Rotterdam, sinds 1991 als universitair hoofddocent.
In 2000 verliet Rank-Berenschot de universiteit en werd ze rechter bij de Rechtbank Dordrecht, waar ze sinds 1993 al rechter-plaatsvervanger was. In 2003 werd ze benoemd tot raadsheer bij het Gerechtshof Arnhem en in 2005 tot raadsheer bij het Gerechtshof Amsterdam. Sinds 1 oktober 2008 is ze advocaat-generaal bij de Hoge Raad der Nederlanden, sectie civiel recht.
Rank-Berenschot is auteur van verschillende juridische publicaties, waaronder het handboek Goederenrecht (Studiereeks Burgerlijk Recht) dat ze samen met Henk Snijders schreef.
Bestuur van de Hoge Raad:
G. de Groot (president) · M.V. Polak · M.J. Kroeze ·  V. van den Brink · J. de Hullu · R.J. Koopman · M.E. van Hilten (vicepresidenten)

Eerste kamer:
G. de Groot · 
M.V. Polak · 
M.J. Kroeze (vzrs.) · 
A.E.B. ter Heide ·
F.J.P. Lock · 
G.C. Makkink · 
C.E. du Perron · 
F.R. Salomons · 
S.J. Schaafsma · 
C.H. Sieburgh · 
T.H. Tanja-van den Broek · 
K. Teuben · 
H.M. Wattendorff

Tweede kamer:
V. van den Brink · 
M.J. Borgers (vzrs.) · 
Y. Buruma · 
C. Caminada · 
J.C.A.M. Claassens · 
C.N. Dalebout · 
T. Kooijmans · 
M. Kuijer · 
A.E.M. Röttgering ·
A.L.J. van Strien ·
T.B. Trotman

Derde kamer:
M.E. van Hilten · 
J.A.R. van Eijsden (vzrs.) · 
M.T. Boerlage ·
P.A.G.M. Cools ·
E.F. Faase · 
M.W.C. Feteris · 
M.A. Fierstra · 
R.J. Koopman ·
E.N. Punt ·
A.E.H. van der Voort Maarschalk · 
J. Wortel

J.E.M. Polak (i.b.d.) · 
H.G. Sevenster (i.b.d.) · 
C.J. Borman (i.b.d.)

Parket:
F.W. Bleichrodt (procureur-generaal) · 
M.H. Wissink (plv. procureur-generaal) · 

Advocaten-generaal civiel:
B.F. Assink · 
R.H. de Bock · 
B.J. Drijber · 
T. Hartlief · 
F.F. Langemeijer (i.b.d.) · 
S.D. Lindenbergh · 
M.L.C.C. Lückers · 
G.R.B. van Peursem · 
E.B. Rank-Berenschot · 
G. Snijders · 
W.L. Valk · 
P. Vlas · 
E.M. Wesseling-van Gent 

Advocaten-generaal straf:
D.J.C. Aben · 
P.M. Frielink · 
A.E. Harteveld · 
E.J. Hofstee · 
B.F. Keulen · 
D.J.M.W. Paridaens · 
T.N.B.M. Spronken · 
P.C. Vegter (i.b.d.)

Advocaten-generaal belasting:
C.M. Ettema · 
R.L.H. IJzerman · 
R.E.C.M. Niessen · 
P.J. Wattel